# Kari Kulmala
Kari Juhani Kulmala, född 21 april 1965 i Ylistaro, är en finländsk politiker (Blå framtid, tidigare Sannfinländarna). Han var ledamot av Finlands riksdag 2015–2019. Kulmala har arbetat som polis.
Kulmala blev invald i riksdagsvalet 2015 med 5 188 röster från Savolax-Karelens valkrets.